# Czutyr
Czutyr (ros. Чутырь) – wieś (sieło) w Rosji, w Udmurcji, w rejonie igrińskim. W 2010 liczyła 918 mieszkańców.